# ヤン・インゲンホウス
- ヤン・インゲンホウス
- ヤン・インゲンハウス

ヤン・インゲンホウス（Jan Ingenhousz, 1730年12月8日 - 1799年9月7日）はオランダの医学者、植物生理学者、化学者、物理学者。最も知られている業績は、植物が二酸化炭素を吸収し酸素を放出する過程で光が不可欠であることを示すことによって、光合成を発見したことである。生前には、1768年にウィーンのハプスブルク家の人々に対して種痘を成功させたことで最も知られており、その出来事の後、彼はマリア・テレジアの個人的な相談相手かつ侍医ともなった。

## 経歴
1730年にオランダのブレダで出生。1753年にルーヴェン・カトリック大学で医学博士号を取得し、さらにライデン大学で学ぶ。1765年にロンドンで開業医となった。1772年にはオーストリアのマリア・テレジアの侍医、ウィーン宮廷会議の一員に就任した。
1769年王立協会フェローとなり。1778年から翌年にかけて同協会からベーカリアン・メダルを受賞し、記念講演を行った。1779年にイギリスに戻った。
1799年9月にイギリスのウィルトシャー州ボーウッド(en)で死去した。

## 業績
高い種痘の技術を持つ医者としても評価されていたが、植物生理学の実験で植物の作用などの研究もした。1779年には、ジョゼフ・プリーストリーの発見を受け継ぎ、光の存在によって植物の緑色部分が空気を「浄化」していることを発見した。また、動物だけでなく植物も細胞呼吸をすることも発見した 。
そのほか、大型静電発電機や熱伝導の研究でも知られている。

## 著書
- 植物実験（1779年）[6]
- 植物の呼吸作用（1786年）[6]